# Branża gier komputerowych w Szwecji
Branża gier komputerowych w Szwecji – ogół produkcji i dystrybucji gier komputerowych w Szwecji. Początki tej gałęzi przemysłu sięgają lat 80. XX wieku, ale największy jej rozwój nastąpił w latach 90. i na początku XXI wieku. Wtedy powstały takie wytwórnie jak DICE i Massive Entertainment. Szwedzka branża gier jest ważną częścią gospodarki kraju. Wyróżniają się w niej takie studia jak DICE (twórcy serii Battlefield), Mojang Studios (odpowiedzialne za fenomen Minecrafta), King (stojące za sukcesem Candy Crush Saga), Avalanche Studios (znane z serii Just Cause) czy Massive Entertainment (twórcy Tom Clancy’s The Division).

## Historia

### 1950–2000: Początki branży
Już w 1950 roku powstał pierwszy komputer szwedzki BARK (Binär Automatisk Relä-Kalkylator), co jednak nie miało przełożenia na rozwój gier komputerowych. Wprawdzie w 1956 roku Szwedzi zaprogramowali na komputerze SMIL (Siffer-Maskinen I Lund) popularną chińską grę Nim. W 1960 roku Göran K. Sundqvist zaprojektował na maszynie SAAB D2 pierwszą skandynawską grę komputerową z animowaną grafiką, obsługiwaną za pomocą pióra optycznego symulację pocisków lotniczych. Wynalazek ten nie został jednak skomercjalizowany, a w latach 70. stopniowo rodzącą się branżę gier komputerowych w Szwecji zdominowały kopie produktów amerykańskiej spółki Atari.

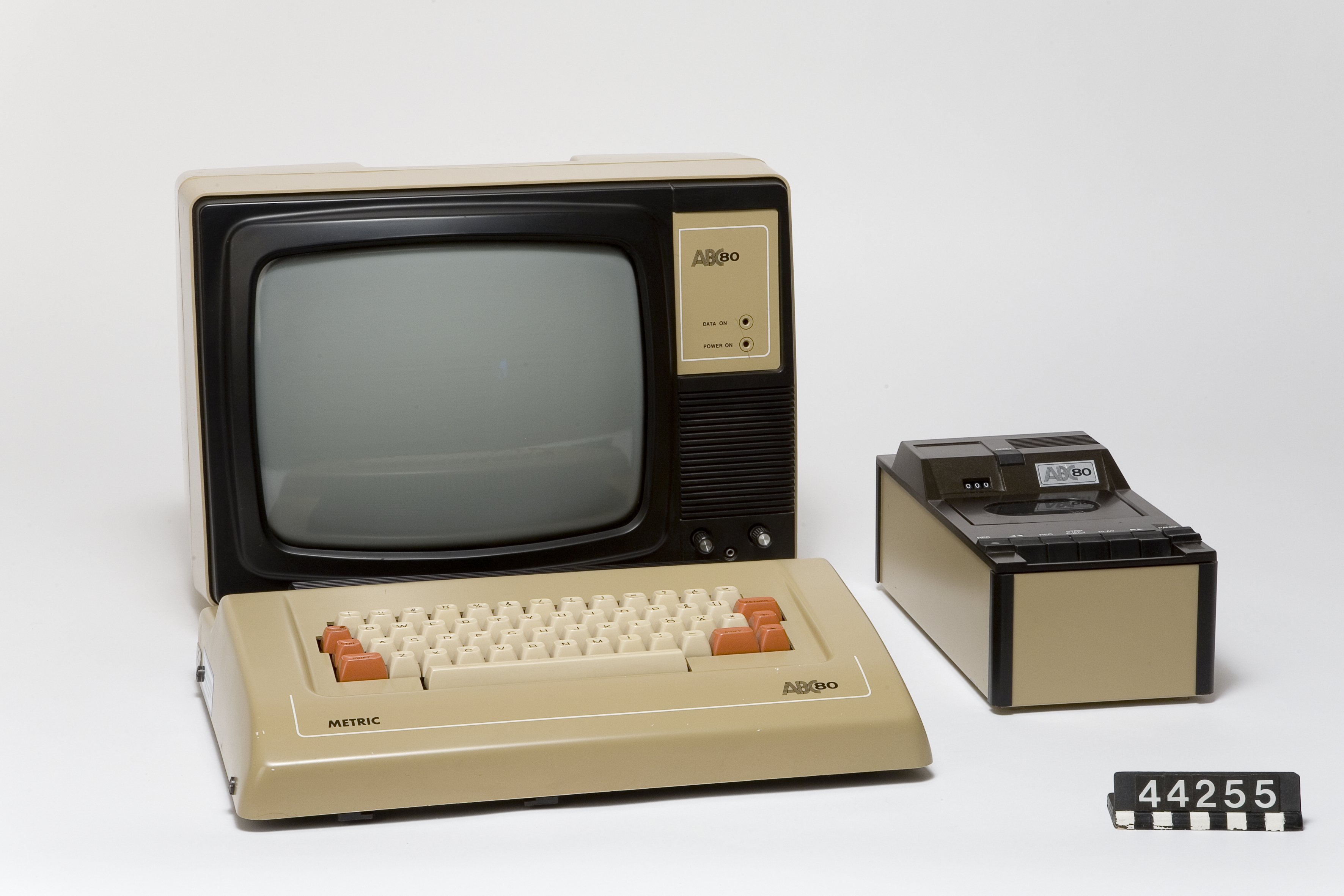
Komputer osobisty ABC 80 odegrał ważną rolę w promowaniu kultury programowania

W latach 1977–1978 bracia Kimmo i Viggo Eriksson oraz Olle E. Johansson, z inspiracji Colossal Cave Adventure (1975) Willa Crowthera, stworzyli tekstową grę przygodową Stugan. Polegała ona na eksplorowaniu podziemi chatki w regionie Smalandii. Przemożny wpływ na rodzącą się branżę wywarło jednak dopiero pojawienie się szwedzkiego komputera ABC 80, którego obsługi uczono w ramach tzw. ABC Club, koła miłośników programowania. W 1983 roku ABC Club liczył około 4000 członków. Kolejną maszyną istotną dla branży było Commodore 64, sprowadzane ze Stanów Zjednoczonych i sprzedawane po obniżonej cenie przez szwedzkiego dystrybutora, Handika.

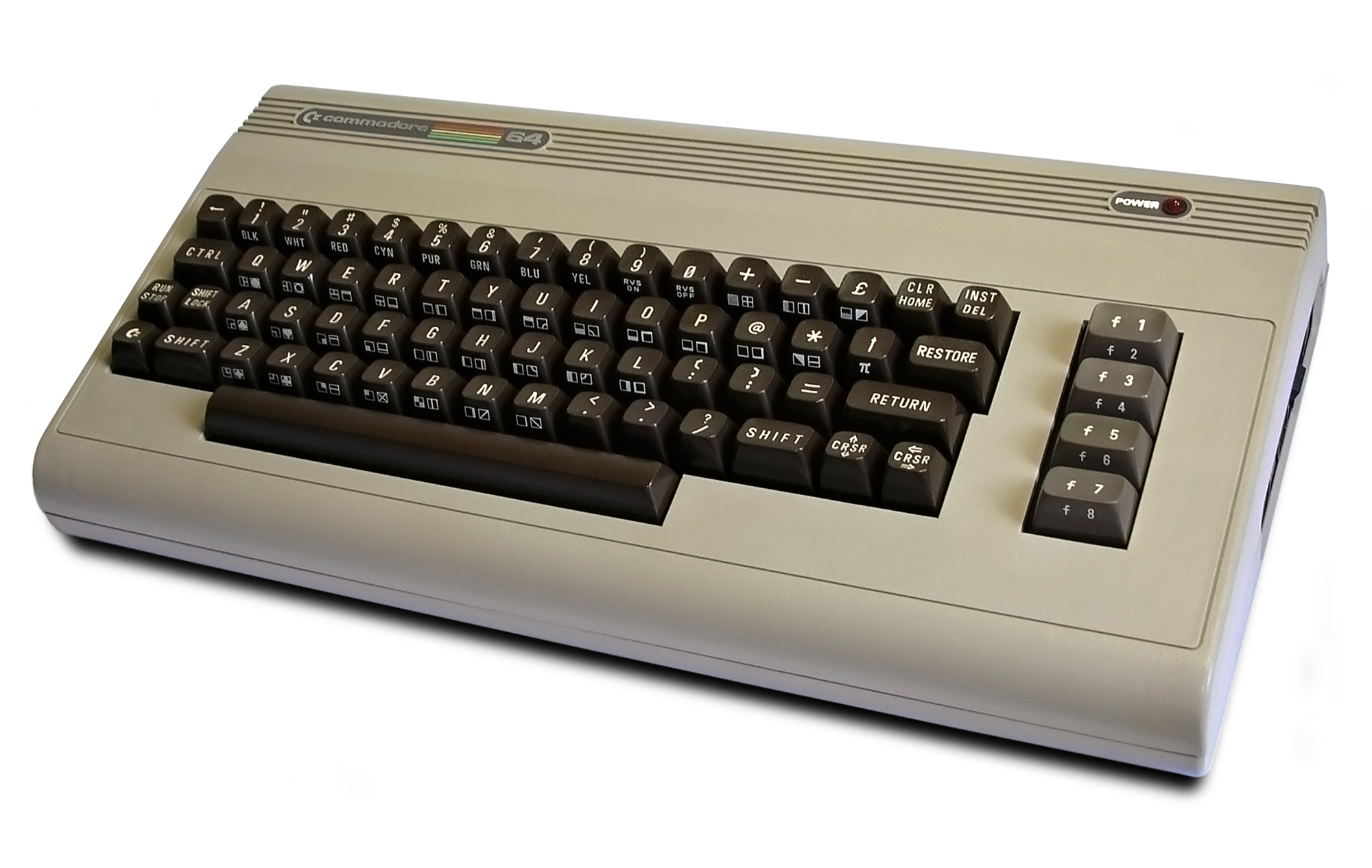
Commodore 64 było istotną maszyną dla programistów ze szwedzkiej demosceny

To właśnie na Commodore 64 w 1983 roku Arne Fernlund zaprogramował pierwszą komercyjną grę skandynawską, strzelankę kosmiczną Space Action (1983), która odniosła sukces w postaci 10 000 sprzedanych egzemplarzy. Już w 1984 roku założona została pierwsza komercyjna spółka szwedzka, Greve Graphics. Jej założyciele, Bengt Caroli, Lars Hard i Nils Hard, zdołali w ciągu dekady wyprodukować kilka gier, w tym komercyjnie udaną Soldier One (1986; 75 000 sprzedanych egzemplarzy), Supercan (1986), Captured (1986), Blood and Guts (1987).
W 1992 roku powstała jedna z najdłużej funkcjonujących szwedzkich wytwórni gier, Digital Illusions Creative Entertainment, której założycielami byli Ulf Mandorff, Olof Gustafsson, Fredrik Liliegren i Andreas Axelsson. Początkowo DICE produkowała symulatory pinballa i gry wyścigowe. W latach 90. w Szwecji powodzeniem cieszył się symulator autostopowicza Backpacker (1995) autorstwa Stefana Gadnella.

### 2000–2009: Globalne sukcesy, profesjonalizacja

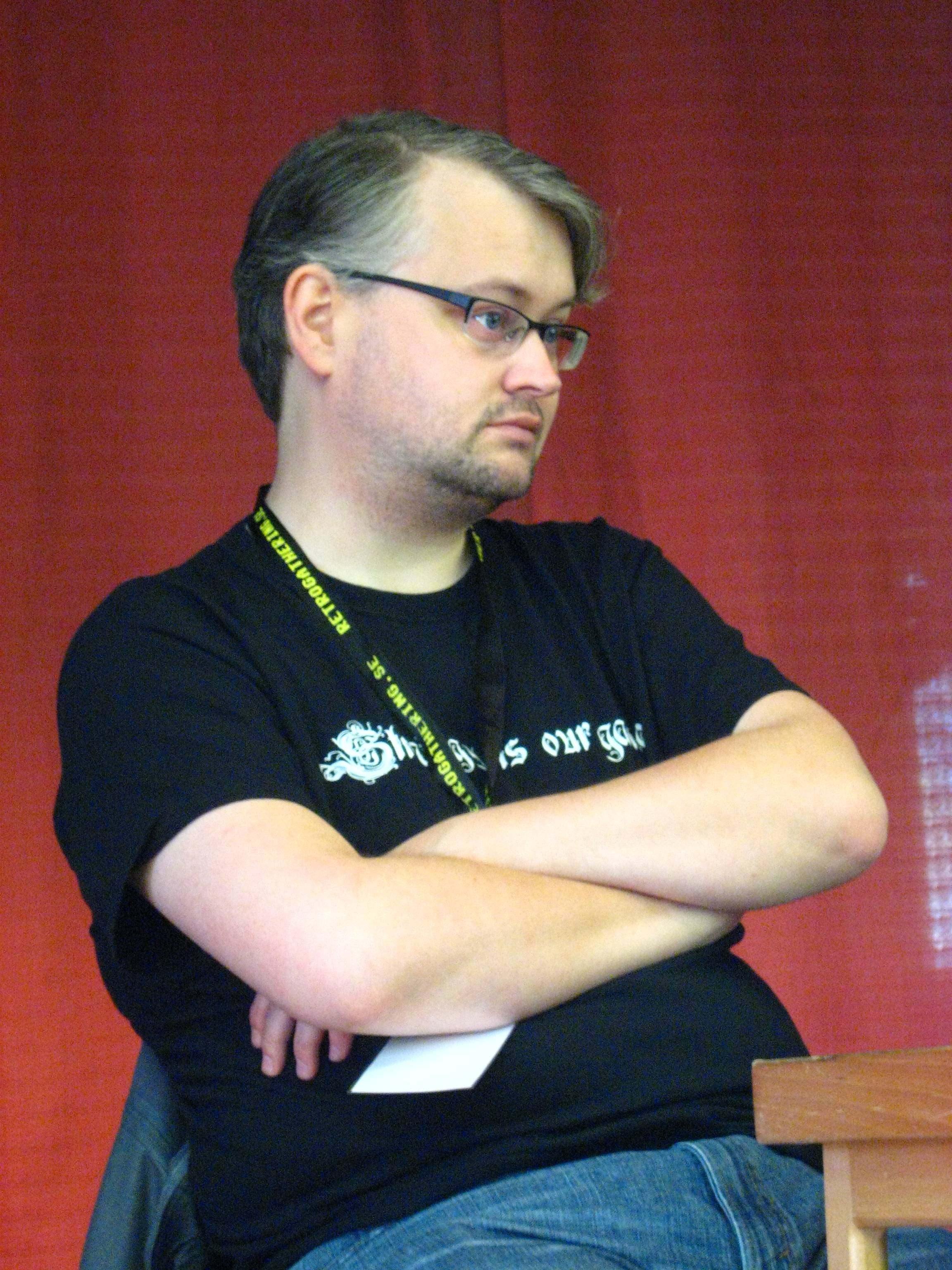
Johan Andersson

Ważnym wydarzeniem dla szwedzkiej branży gier komputerowych było wydanie Europy Universalis (2000), wyprodukowanej przez Paradox Interactive pod kierownictwem Johana Anderssona gry strategicznej o epoce nowożytnej na podstawie francuskiej planszówki pod tym samym tytułem. Sukces Europy Universalis zaowocował jej kontynuacjami: Europą Universalis II (2001), Europą Universalis III (2007), Europą Universalis IV (2013). Kolejny przełom stanowiło partnerstwo DICE z amerykańską wytwórnią Electronic Arts, które zapoczątkował Battlefield 1942 (2002) – wieloosobowa strzelanka pierwszoosobowa osadzona w realiach II wojny światowej. Fenomen Battlefielda 1942 doprowadził do powstania kolejnych części serii, umiejscowionych w różnych konfliktach rzeczywistych lub hipotetycznych. W 2008 roku DICE wyprodukowało Mirror’s Edge (2008), inspirowaną parkourem „platformówkę” pierwszoosobową na podstawie scenariusza Rhianny Pratchett. Od 2006 roku DICE, przejęte przez Electronic Arts, działało jako EA Digital Illusions CE.

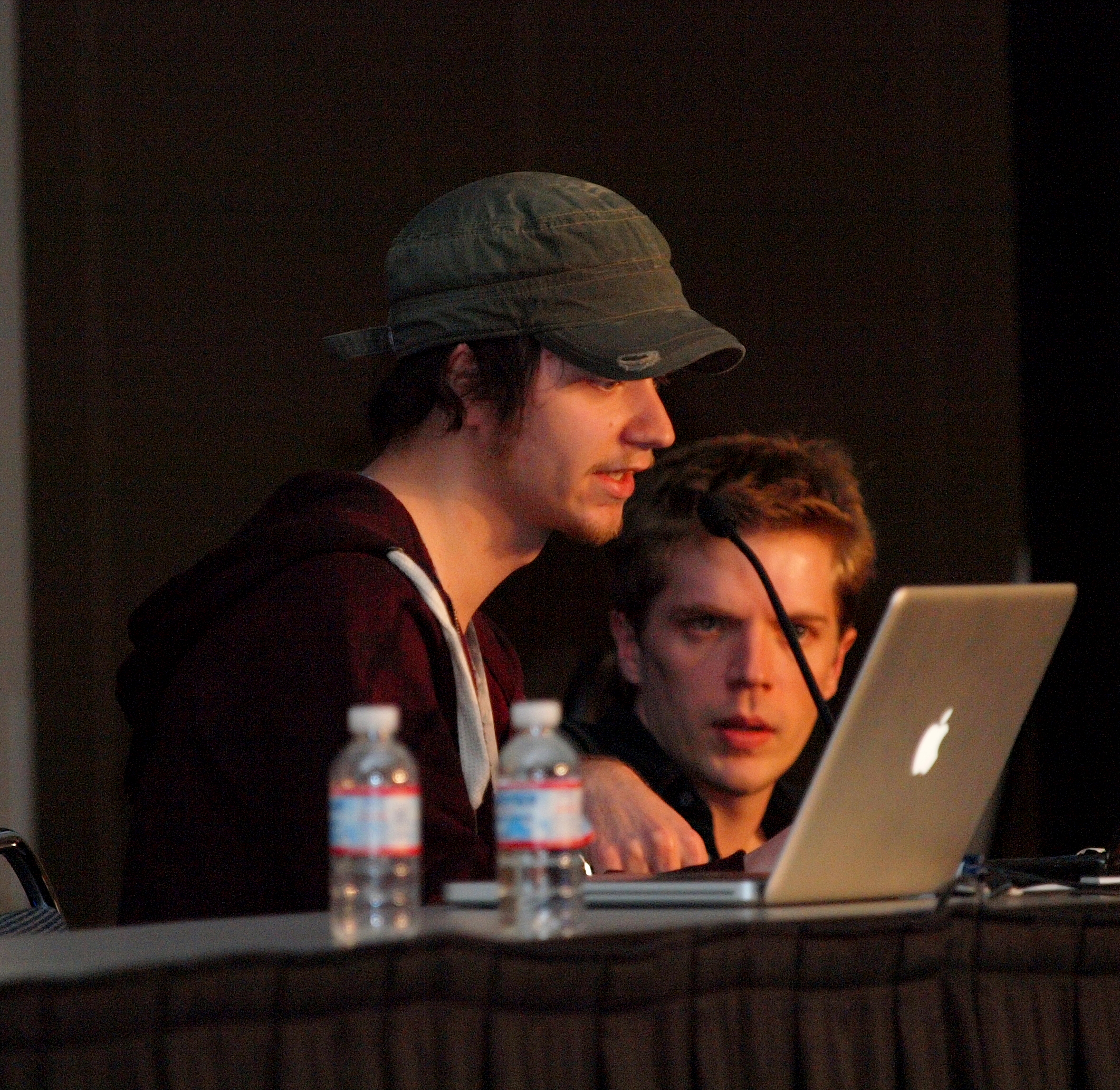
Jonatan Söderström (po lewej)

Uznanie wśród graczy zdobyła seria Just Cause autorstwa wytwórni Avalanche Studios. Pierwsza część serii (Just Cause, 2006), w której rozgrywka utrzymana jest w stylu Grand Theft Auto, pozwalała graczom wcielić się w rolę agenta CIA Rico Rodrigueza, którego zadaniem jest obalić dyktaturę na fikcyjnej karaibskiej wyspie. Jedną z charakterystycznych cech Just Cause była możliwość przyczepiania się do dowolnego pojazdu za pomocą linki z hakiem oraz korzystania ze spadochronu podczas strzelanin. Kolejne odsłony serii rozszerzały możliwy do eksploracji świat gry i oferowały większą widowiskowość.
Studio Massive Entertainment w pierwszej dekadzie XXI wieku zasłynęło grą strategiczną w klimatach political fiction pt. World in Conflict (2007), która przedstawiała hipotetyczny wybuch konfliktu zbrojnego między NATO a Układem Warszawskim u schyłku zimnej wojny. World in Conflict chwalono za sposób opowiadania, który czynił wiarygodnym fikcyjny konflikt na globalną skalę.

### 2010–2024: Dalszy rozwój

#### Gry dla dojrzałej społeczności

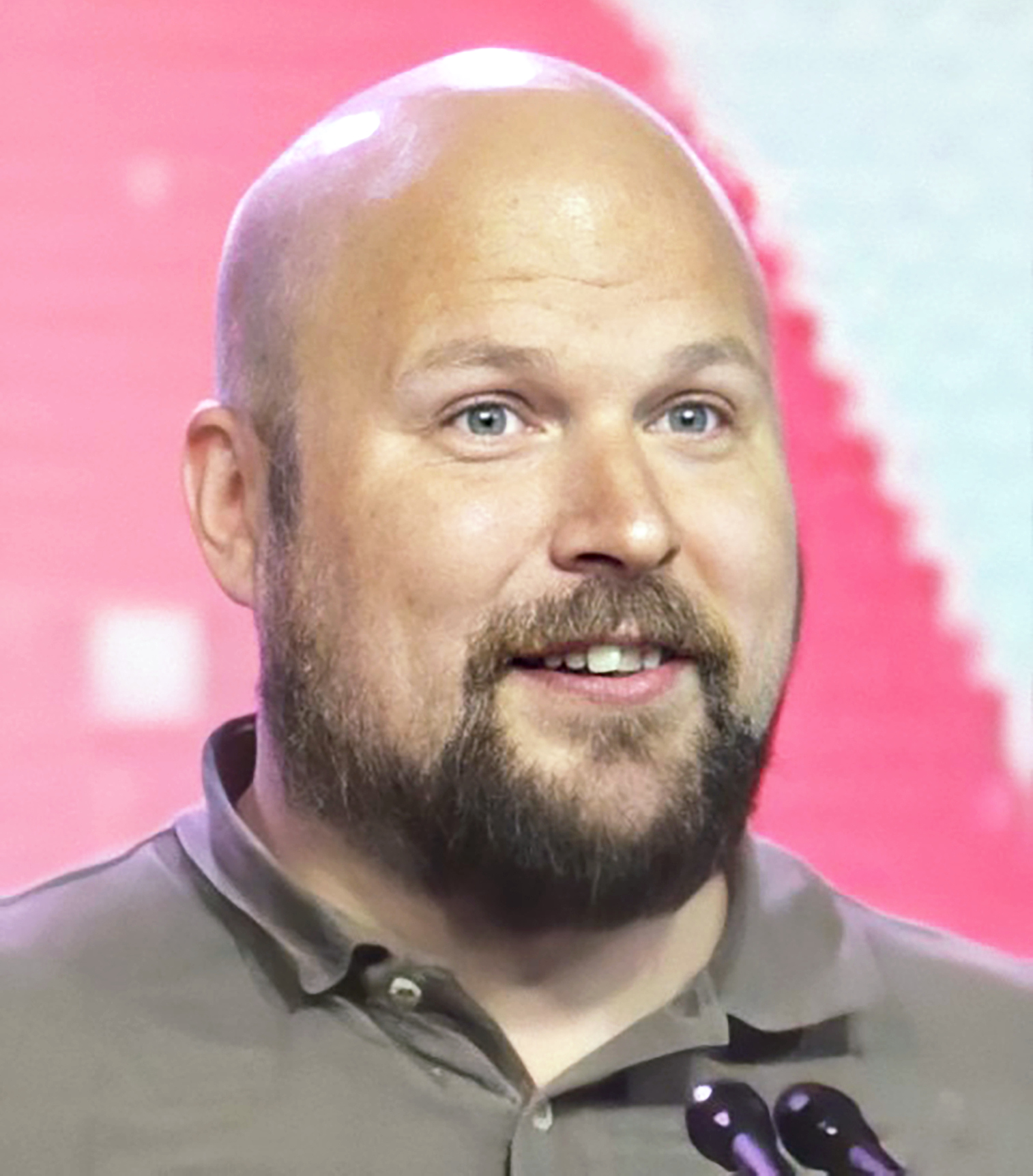
Markus Persson

W Szwecji powstało wiele popularnych gier z gatunku survival horror. Należały do nich: seria Penumbra (Frictional Games, 2007-2008); Amnesia: Mroczny obłęd (Frictional Games, 2010), osadzona w opuszczonym pruskim zamku, która doczekała się kolejnych odsłon: Amnesia: Rebirth (2020) i Amnesia: The Bunker (2023); Fran Bow (Killmonday Games, 2015) i Little Misfortune (Killmonday Games, 2019) projektu Natalii Martinsson o dziewczynkach zmagających się z chorobą psychiczną; skradanka grozy Little Nightmares (Tarsier, 2017). 

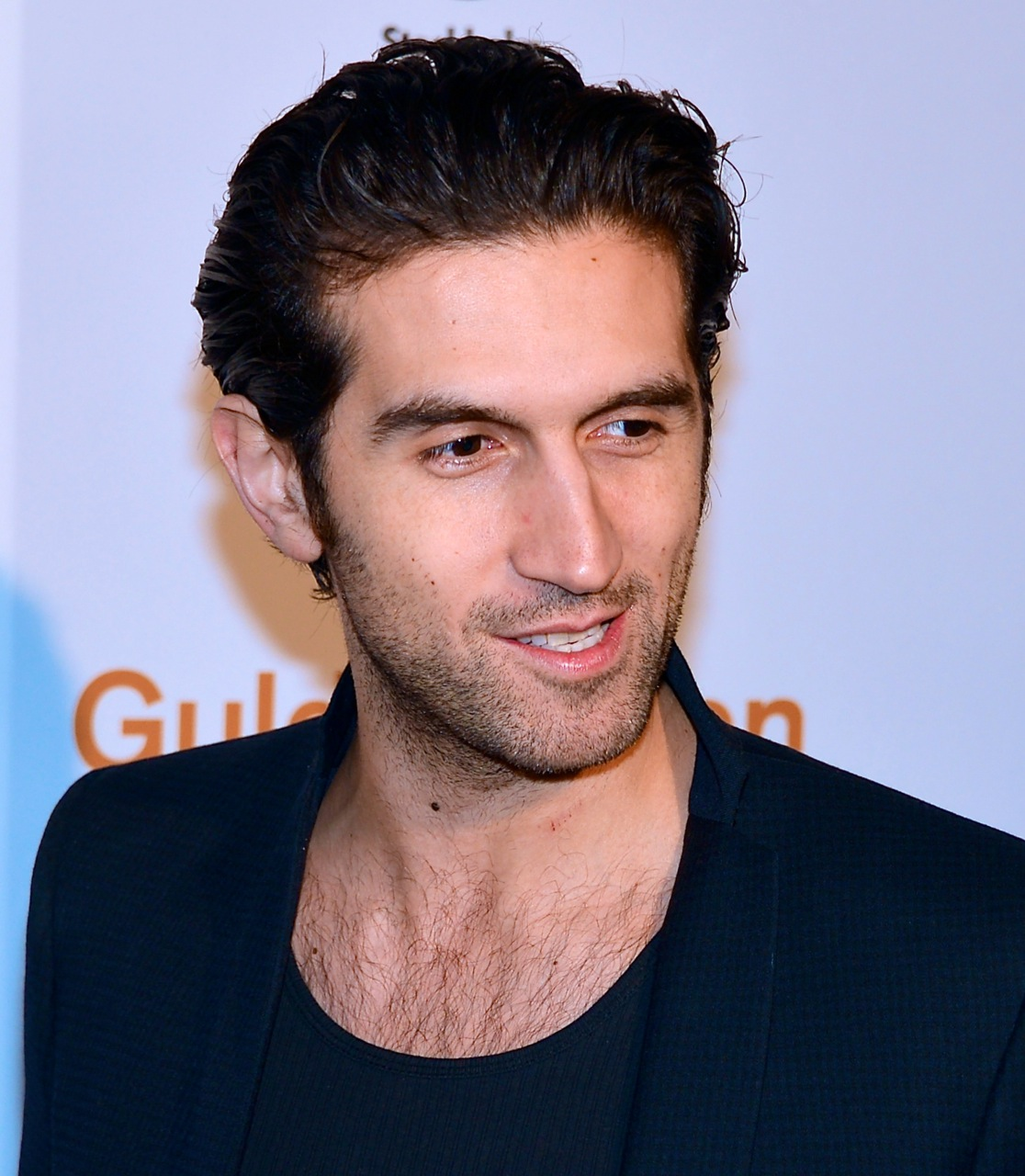
Josef Fares

Światową popularność zdobyły też drastyczne strzelanki – zarówno niezależne, jak i wysokobudżetowe. Psychodeliczna strzelanka Hotline Miami (Dennaton Games, 2012) Jonatana Söderströma o anonimowym człowieku, który dostaje od swoich tajemniczych zleceniodawców zadanie urządzenia masakry na członkach rosyjskiej mafii, nawiązywała klimatem do brutalnych amerykańskich filmów akcji z lat 80. Hotline Miami doczekało się kontynuacji z 2015 roku oraz naśladownictw, np. My Friend Pedro (DeadToast, 2019) Victora Ågrena, w którym gracza do widowiskowego zabijania mafiosów namawia banan.
Wielkim przełomem okazała się strzelanka Wolfenstein: The New Order (MachineGames, 2014) w reżyserii Jerka Gustafssona i Jensa Matthiesa, kontynuacja znanej amerykańskiej serii o żołnierzu B.J. Blazkowiczu stawiającym opór nazistom. W The New Order II wojnę światową wygrywają nazistowskie Niemcy. Oprócz intensywnych scen akcji z udziałem ruchu oporu przeciwko nazistom twórcy wprowadzili pionierską w skali gier komputerowych sekwencję w obozie zagłady dla niearyjskich Europejczyków. The New Order nasuwał pytania, czy możliwe jest przedstawienie Zagłady Żydów i innych narodów w konwencji strzelanki pierwszoosobowej. Studio Massive Entertainment dalej realizowało natomiast projekty dla Ubisoftu, m.in. przeznaczoną tylko do gry wieloosobowej strzelankę z elementami fabularnymi The Division (2016) i jej kontynuację The Division 2 (2019) na motywach prozy Toma Clancy’ego.

#### Gry dla dzieci i młodzieży

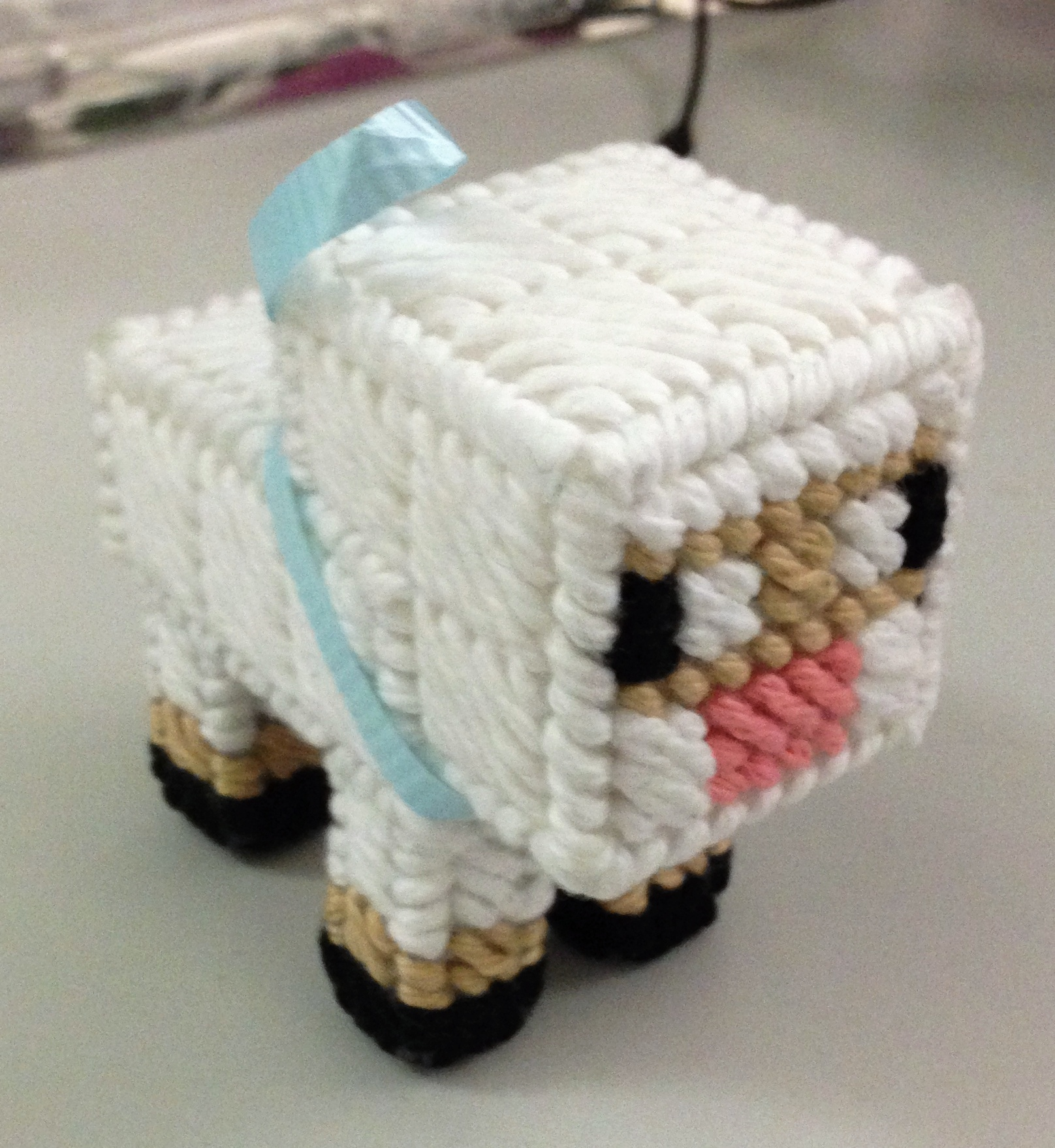
Replika wirtualnej owieczki z Minecrafta (zdjęcie z 2013). Gra jest znana z kanciastych postaci oraz elementów wirtualnego środowiska

Szwedzi odnosili też sukcesy w grach przeznaczonych dla dzieci i młodzieży. Szczególnym powodzeniem (20 milionów sprzedanych egzemplarzy w ciągu dwóch lat od premiery) cieszyła się gra Minecraft (2011) autorstwa Markusa Perssona i Jensa Bergenstena, wydana przez Mojang Studios. Minecraft, utrzymany w estetyce low poly, pozwala wznosić budowle i tworzyć krajobrazy dowolnego typu. Gra stała się ogólnoświatowym fenomenem. Gracze tworzyli nie tylko wymyślne repliki znanych budowli, ale również modyfikacje dodające odświeżone tekstury lub mechanikę innych popularnych produkcji. W szczytowym okresie popularności społeczność użytkowników Minecrafta liczyła 250 milionów osób.
Brothers: A Tale of Two Sons (StarBreeze Games, 2013) w reżyserii Josefa Faresa traktuje o dwóch braciach, którzy w ponurym świecie fantasy są zdani na nieustanną współpracę. Choć Brothers nie była pozbawiona drastycznych momentów, zwracano uwagę na kolistą, niemal bezsłowną narrację gry oraz baśniową strukturę bliską cenionej literaturze dziecięcej. Fares zasłynął jeszcze docenianą przez media grą kooperacyjną It Takes Two (Hazelight Studios, 2021), polegającą na ścisłym współdziałaniu dwójki graczy. It Takes Two było nagradzane na wielu festiwalach międzynarodowych, zdobywając m.in. nagrodę dla gry roku na ceremonii przyznania The Game Awards oraz nagrodę BAFTA dla najlepszej gry wieloosobowej. Townscaper (2021) Oskara Stålberga jest grą bez wyzwań, w której gracz może do woli kształtować wyspę złożoną z różnych budowli. W sektorze gier mobilnych triumfowało studio King, którego gra logiczna Candy Crush Saga (2012) w ciągu 11 lat od wydania zebrała przychody w wysokości około 20 miliardów dolarów.
Ewenementem po 2010 roku była olbrzymia popularność parodystycznej gry Symulator kozy (Goat Simulator; Coffee Stain Studios, 2014) projektu Armina Ibrisagica, w której można przemieszczać się po zabudowanym otoczeniu i je demolować, sterując tytułowym ssakiem. Do 2015 roku sprzedano 2,5 miliona kopii gry. Symulator kozy wpłynął na rozwój innych nietypowych symulatorów.

## Kultura grania, stan branży

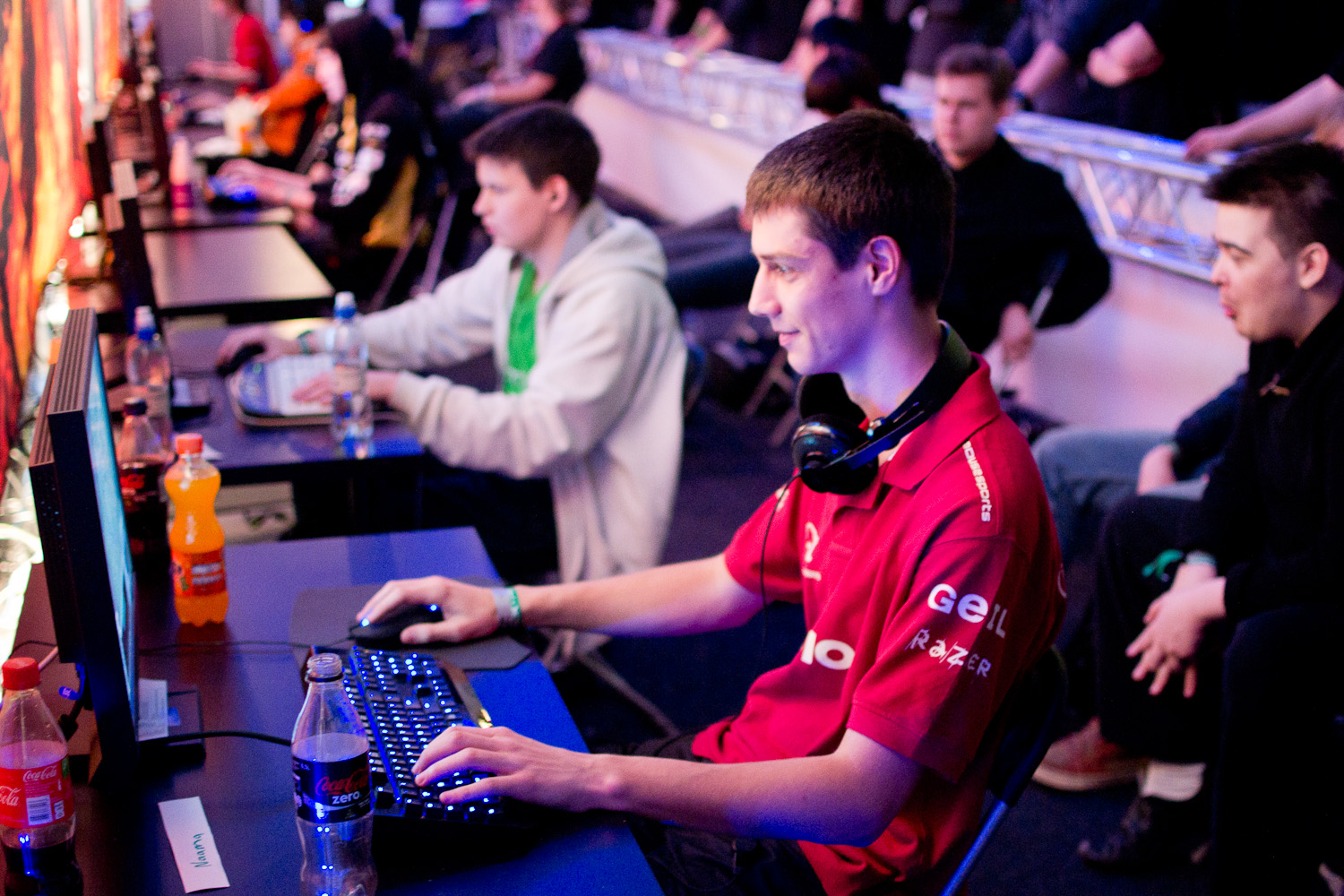
Uczestnicy festiwalu demosceny DreamHack w 2011 roku

Przełom lat 80. i 90. XX wieku wiązał się z powstaniem demosceny w Szwecji. Pierwszy szwedzki festiwal demosceny, Hackerence, odbył się w 1989 roku i trwał do 2000 roku. Innym znanym przejawem demosceny był festiwal DreamHack, który po raz pierwszy odbył się w 1994 roku. Demoscena miała duże znaczenie dla rozwoju lokalnego przemysłu gier komputerowych, ponieważ wielu jej uczestników znalazło pracę w tej branży.

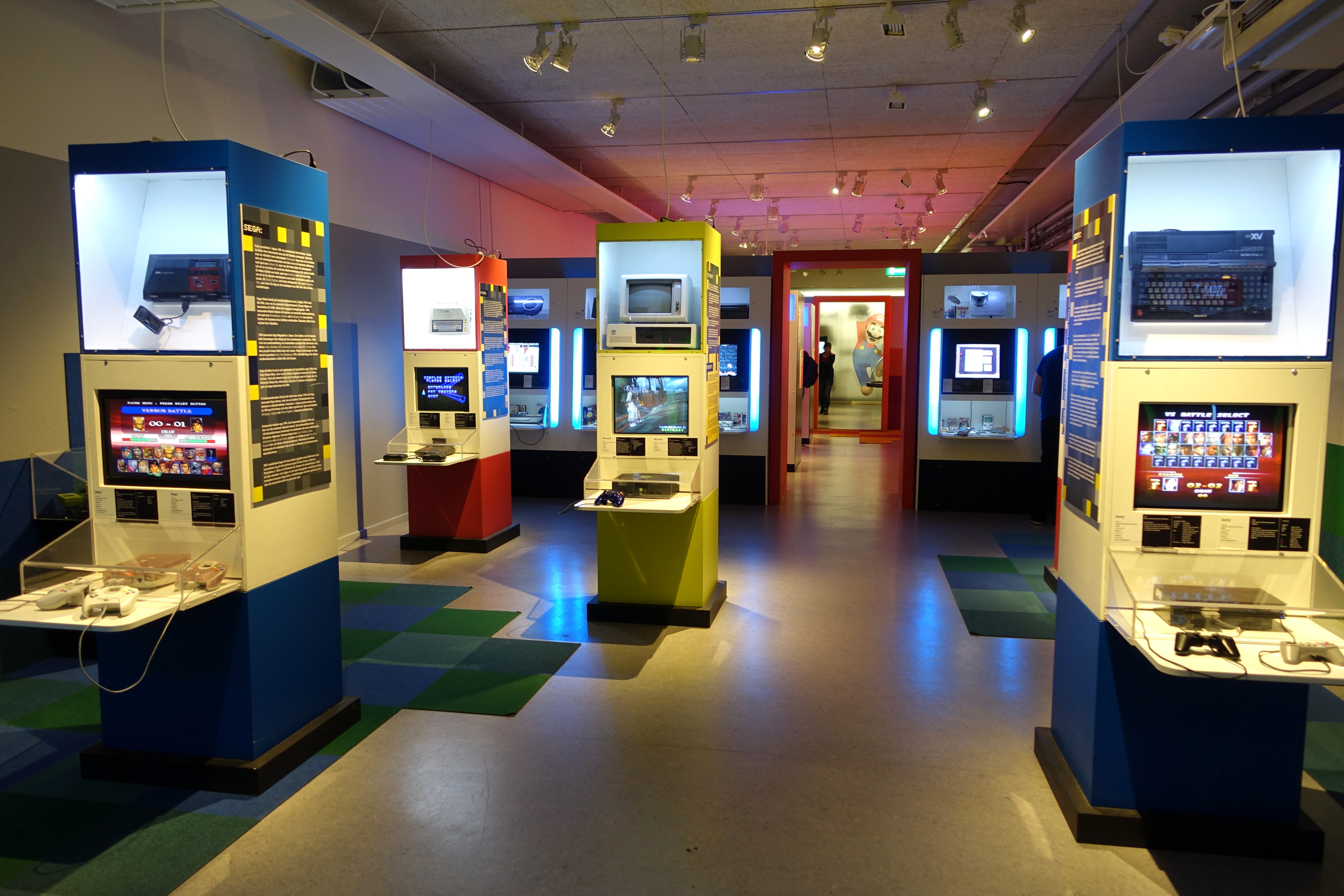
Fragment wystawy poświęconej starym grom komputerowym w Tekniska museet w Sztokholmie (2014)

Szwedzi mają rozwiniętą społeczność e-sportową. Już w 2003 roku Szwedzi z zespołu Team.9 zwyciężyli w turnieju Electronic Sports World Cup w Counter-Strike’a, a żeński zespół Femina Bellica zdobył 2. miejsce w tej samej dyscyplinie. Później Szwedzi odnosili sukcesy na wielu innych turniejach w dyscyplinach Quake III Arena, Defense of the Ancients, Trackmania Nations. Do najważniejszych zespołów należały m.in. szwedzki oddział SK Gaming i Fnatic. Popularność e-sportu w Szwecji była dokumentowana również w innych dziedzinach kultury popularnej.
Wartość szwedzkiej branży growej w 2022 roku wynosiła 8,1 miliarda dolarów, a zatrudnienie w niej miało około 8400 pracowników. Pomimo że szwedzka branża gier komputerowych rozwija się prężnie, wiąże się to ze stopniowym umiędzynarodowieniem procesu produkcji. O ile w 1997 roku udział Szwedów w lokalnej produkcji gier wynosił ponad 90%, o tyle do 2010 roku analogiczny udział spadł do 85%, na rzecz obcokrajowców z Unii Europejskiej i spoza Europy. Stosunkowo niski pozostawał procentowy udział kobiet w przemyśle growym (ponad 9% w 2010, spadek o 5 punktów procentowych w porównaniu z 1997 rokiem). Reprezentowaniem szwedzkiego przemysłu gier zajmuje się organizacja Dataspelsbranschen.
W 2001 roku na szwedzkich uniwersytetach rozpoczęto wykładanie kursów akademickich z projektowania gier komputerowych. Istotnymi ośrodkami kształcenia w zakresie gier komputerowych są Uniwersytet w Malmö, Uniwersytet w Lund i Uniwersytet w Blekinge. Co roku w Malmö organizowane jest wydarzenie Nordic Game Conference.